# Ingali, Hukeri
Ingali là một làng thuộc tehsil Hukeri, huyện Belgaum, bang Karnataka, Ấn Độ.